# RG Heidelberg
Maillots
Actualités
Dernière mise à jour : 2 août 2012.

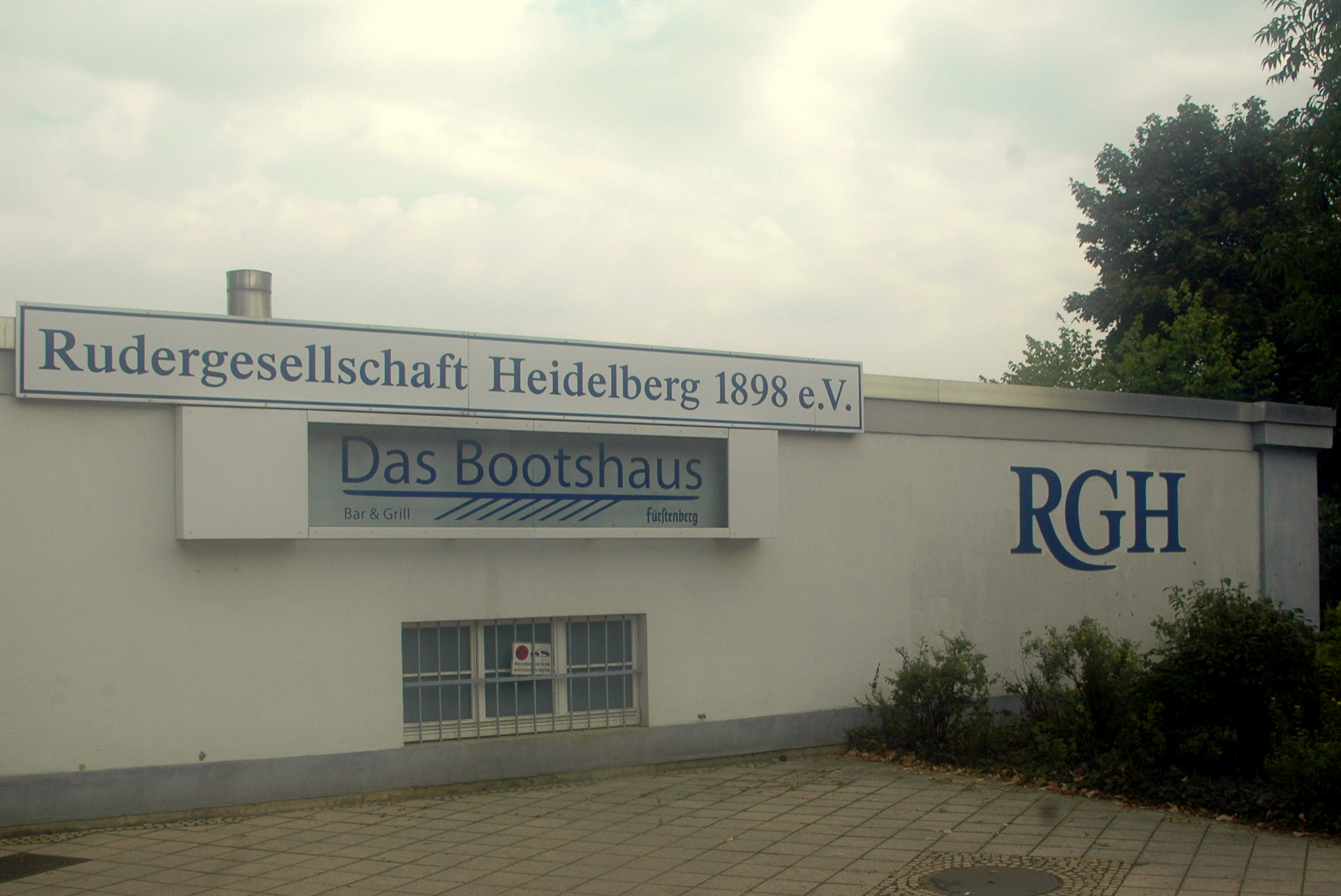
Le bâtiment du club

Le Rudergesellschaft Heidelberg 1898 e. V., ou plus simplement RG Heidelberg, est un club de rugby à XV allemand évoluant en 2011-2012 en championnat d'Allemagne de rugby à XV, soit le plus haut niveau national allemand de rugby à XV. Il est basé à Heidelberg.

## Palmarès
- Vainqueur de la Rugby Bundesliga en 1980, 1997, 2006 et 2007
- Finaliste en 2008

## Effectif de la saison 2011-2012
| Nom                 | Poste            | Date de naissance | Nationalité sportive | Sélections (PM) | Club précédent | Année d'arrivée au club |
| ------------------- | ---------------- | ----------------- | -------------------- | --------------- | -------------- | ----------------------- |
| Tim Coly            | Pilier           | 5 juillet 1979    | Allemagne            | -               | -              | -                       |
| Mohammad Kabir      | Pilier           | 10 février 1986   | Allemagne            | -               | -              | -                       |
| Gian-Luca Salerno   | Pilier           | 31 août 1987      | Allemagne            | -               | -              | -                       |
| Michal Jablonski    | Pilier           | 18 octobre 1989   | Pologne              | -               | -              | -                       |
| Tit Hocevar         | Pilier           |                   | Slovénie             | -               | -              | -                       |
| Bastian Böhm        | Talonneur        | 26 juillet 1982   | Allemagne            | -               | -              | -                       |
| Manuel Kedro        | Talonneur        | 16 août 1990      | Allemagne            | -               | -              | -                       |
| Elmar Heimpel       | Talonneur        | 16 août 1992      | Allemagne            | -               | -              | -                       |
| Mustafa Cem Bayram  | Talonneur        | 15 octobre 1993   | Allemagne            | -               | -              | -                       |
| Manuel Wilheim      | Deuxième ligne   | 15 décembre 1980  | Allemagne            | -               | -              | -                       |
| Christoph Hug       | Deuxième ligne   | 14 mars 1979      | Allemagne            | -               | -              | -                       |
| Steffen Horn        | Deuxième ligne   | 9 janvier 1990    | Allemagne            | -               | -              | -                       |
| Tim Reinhard        | Deuxième ligne   | 12 décembre 1990  | Allemagne            | -               | -              | -                       |
| Christian Hug       | Deuxième ligne   | 13 octobre 1991   | Allemagne            | -               | -              | -                       |
| Jeff Tigere         | Troisième ligne  | 17 juin 1974      | Zimbabwe             | -               | -              | -                       |
| Lennard Carl Herlyn | Troisième ligne  | 17 novembre 1985  | Allemagne            | -               | -              | -                       |
| Constantin Hocke    | Troisième ligne  | 26 novembre 1981  | Allemagne            | -               | -              | -                       |
| Marcel Eloff        | Troisième ligne  | 2 juin 1980       | Afrique du Sud       | -               | -              | -                       |
| Julian Schneider    | Troisième ligne  | 3 avril 1991      | Allemagne            | -               | -              | -                       |
| Raphael Ruck        | Troisième ligne  | 22 juin 1991      | Allemagne            | -               | -              | -                       |
| Christoph Ueberle   | Demi de mêlée    | 22 mai 1988       | Allemagne            | -               | -              | -                       |
| Janosch Ringle      | Demi de mêlée    | 27 octobre 1992   | Allemagne            | -               | -              | -                       |
| Tilman Behret       | Demi de mêlée    | 20 février 1985   | Allemagne            | -               | -              | -                       |
| Edmore Takaendesa   | Demi d'ouverture | 11 novembre 1980  | Zimbabwe             | -               | -              | -                       |
| Jan Bratschke       | Demi d'ouverture | 16 juillet 1976   | Allemagne            | -               | -              | -                       |
| Fabian Heimpel      | Demi d'ouverture | 21 août 1990      | Allemagne            | -               | -              | -                       |
| Patrick Schachner   | Centre           | 17 juillet 1983   | Allemagne            | -               | -              | -                       |
| Kristian Schchner   | Centre           | 10 juin 1986      | Allemagne            | -               | -              | -                       |
| Holger Wüst         | Centre           | 28 juillet 1986   | Allemagne            | -               | -              | -                       |
| Bastian Himmer      | Centre           | 3 septembre 1991  | Allemagne            | -               | -              | -                       |
| Nemedin Qallaku     | Ailier           | 19 septembre 1980 | Albanie              | -               | -              | -                       |
| Stefan Schmitt      | Ailier           | 25 mai 1977       | Allemagne            | -               | -              | -                       |
| Kevin Lange         | Ailier           | 15 novembre 1988  | Allemagne            | -               | -              | -                       |
| Mike Härtel         | Ailier           | 10 août 1988      | Allemagne            | -               | -              | -                       |
| Michael Ahl         | Ailier           | 19 juin 1990      | Allemagne            | -               | -              | -                       |
| Luis Becker         | Ailier           | 24 septembre 1992 | Allemagne            | -               | -              | -                       |
| Tino Schiffer       | Ailier           | 7 août 1982       | Allemagne            | -               | -              | -                       |
| Mischa Ringle       | Ailier           | 27 octobre 1992   | Allemagne            | -               | -              | -                       |
| Florian Wehrspann   | Arrière          | 22 juin 1989      | Allemagne            | -               | -              | -                       |
| Robin Plümpe        | Arrière          | 8 juillet 1993    | Allemagne            | -               | -              | -                       |

## Joueurs emblématiques
- W. Pfisterer
- H. Kocher